# Rorate
Rorate coeli (caeli) desuper (Rosu dejte, nebesa shůry) jsou úvodní slova biblické pasáže Iz 45,8 (ve znění Vulgáty). V době adventu se objevují v různých formách křesťanské bohoslužby.

## Mešní introit

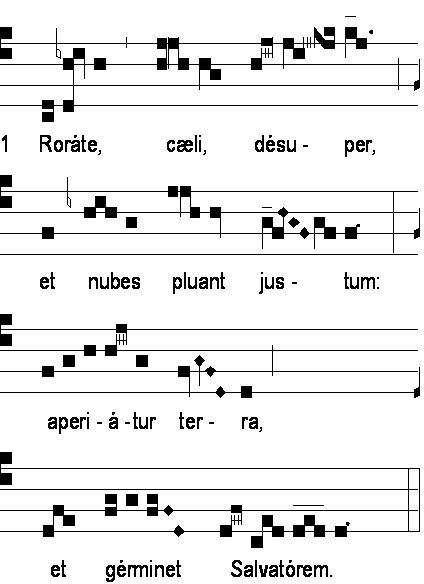
Chorální notace latinského introitu Rorate coeli

Nejprve jde o antifonu mešního introitu používaného zejména na čtvrtou neděli adventní a při votivních mších k poctě Panny Marie v době adventu. Text antifony zní
Rorate coeli desuper et nubes pluant iustum: aperiatur terra, et germinet Salvatorem.
Rosu dejte, nebesa shůry, a oblaka pršte spravedlivého! Otevři se, země, a vydej Spasitele!
Celek introitu je tvořen touto antifonou, žalmovým veršem (žalm 19,2), doxologií Sláva Otci a opakováním antifony.
V lucemburských Čechách vznikl pro adventní mše specifický repertoár menzurálních písní a sylabizovaných chorálních zpěvů (několika různými českými texty byl "podložen" mj. právě chorální introit Rorate coeli); pro tento zpěv i pro mše, při kterých zazníval, se vžilo označení roráty.

## Antifona oficia
V době adventní se zpěv s tímto textem objevuje i jako antifona na různých místech hodinkového oficia.

## Strofický zpěv

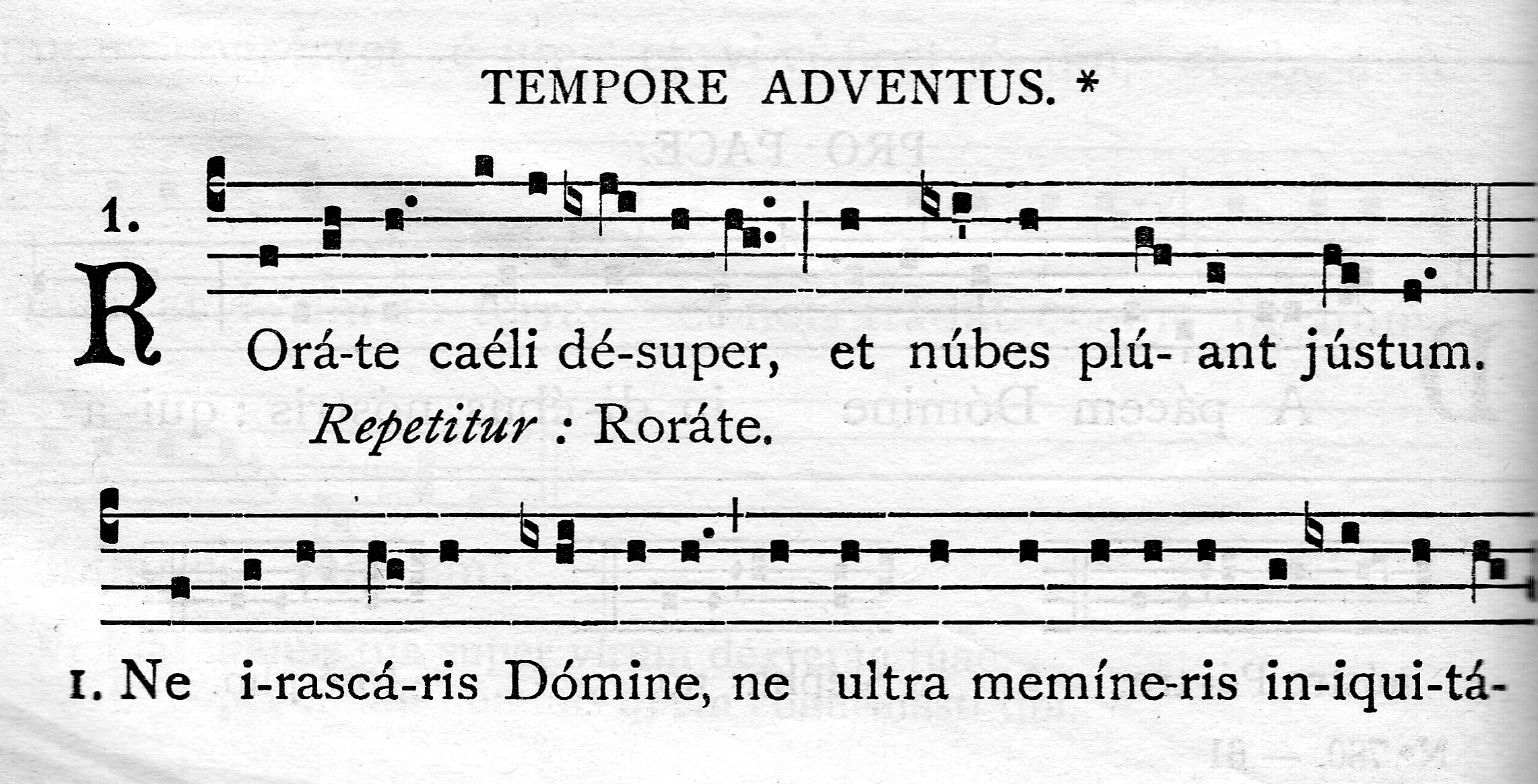
Refrén a začátek první strofy zpěvu Rorate coeli desuper

S textem Rorate coeli je nakonec spojen strofický zpěv vytvořený pravděpodobně ve Francii začátkem 17. století. Text strof parafrázuje různé starozákonní pasáže, text refrénu se shoduje s první polovinou textu adventního introitu.

### Text
| Latinský text | Volný český překlad |
| --- | --- |
| Refrén: Rorate caeli desuper, et nubes pluant justum. | Refrén: Dej rosu, nebe nad námi, ať z oblak skane spása. |
| Ne irascaris Domine, ne ultra memineris iniquitatis: ecce civitas Sancti facta est deserta: Sion deserta facta est: Jerusalem desolata est: domus sanctificationis tuae et gloriae tuae, ubi laudaverunt te patres nostri. | Odlož hněv svůj, ó Pane náš a zapomeň už na naše nepravosti. Hle, tvé svaté město je pouští, opuštěný je Sión, Jeruzalém je liduprázdný. To místo tobě zasvěcené, dům tvé slávy, kde k chvále tvé zpívali otcové naši.                          |
| Peccavimus, et facti sumus tamquam immundus nos et cecidimus quasi folium universi: et iniquitates nostrae quasi ventus abstulerunt nos: abscondisti faciem tuam a nobis, et allisisti nos in manu iniquitatis nostrae.    | Pro hříchy své stali jsme se lidem nečistým a odpadli jsme jako zvadlé listí. Jako vichr nás uchvátily naše viny, když jsi před námi ukryl svou tvář a vydal nás napospas nepravosti naší.                                                      |
| Vide Domine afflictionem populi tui, et mitte quem missurus es: emitte Agnum dominatorem terrae, de Petra deserti ad montem filiae Sion: ut auferat ipse jugum captivitatis nostrae.                                       | Pohlédni, Pane, na ponížení lidu svého, ať přijde ten, jenž přijít má. Pošli Beránka, ať vládne zemi od skály na poušti až k hoře siónské dcery. Ať on sám sejme jho poroby naší.                                                               |
| Consolamini, consolamini, popule meus: cito veniet salus tua: quare maerore consumeris, quia innovavit te dolor? Salvabo te, noli timere, ego enim sum Dominus Deus tuus, Sanctus Israël, Redemptor tuus.                  | Přijmi útěchu, přijmi útěchu, můj lide drahý, neboť blízko je tvoje spása. Proč se stále trápíš v úzkostech, proč tě bolest svírá? Zachráním tě, neboj se, doufej! Vždyť já to jsem, já Hospodin, Pán a Bůh tvůj, Izraelův svatý a spása tvoje. |